# The Outcasts (lucha libre profesional)
The Outcasts (Las marginarias en español) es un stable heel de lucha libre profesional compuesto por las exluchadoras de WWE Saraya, Ruby Soho y la Campeona Mundial Femenil de AEW, Toni Storm, que actualmente están en la empresa de lucha libre profesional All Elite Wrestling.

## Historia
El 21 de septiembre de 2022, Saraya hizo su debut en AEW en Grand Slam en Queens, Nueva York. En el episodio del 5 de octubre de AEW Dynamite, Saraya tuvo un enfrentamiento con la Dra. Britt Baker, D.M.D. lo que condujo a una pelea física, marcando la primera vez que Saraya se vuelve física en la lucha libre desde su lesión en el cuello en diciembre del 2017. En el episodio del 9 de noviembre de Dynamite, Saraya anunció que estaba 100% autorizada para regresar al ring y que lucharía en su primer combate, desde 2017, contra Baker en Full Gear, donde Saraya derrotó a Baker.
Saraya tuvo su segundo combate el 11 de enero del 2023 en AEW Dynamite, donde se asoció con Toni Storm en un esfuerzo fallido ante Dr. Britt Baker D.M.D. y la Campeona Mundial Femenina de AEW, Jamie Hayter. Hikaru Shida ayudó accidentalmente al equipo contrario con su palo de kendo característico, donde Baker pudo capitalizar, lo que permitió que Hayter cubriera a Storm para ganar. La semana siguiente, Saraya y Storm dieron la vuelta cuando atacaron a Willow Nightingale y comenzaron a criticar al talento local de AEW cambiando a ambas a rudas en el proceso, haciendo que Hayter y Baker cambiaran en el proceso nuevamente a face. El 5 de marzo en AEW Revolution 2023, Saraya se enfrentó a Ruby Soho y Hayter por el Campeonato Mundial Femenino de AEW, donde Hayter se llevó la victoria. Después del encuentro, Soho atacó a Hayter y Baker alineándose oficialmente con Saraya y Storm.
El 10 de febrero, Saraya derrotó a Skye Blue por Toni Storm distrayendo a Blue el tiempo suficiente para que Saraya se recuperara y ganara por sumisión usando su movimiento de sumisión característico, el Scorpion Cross-lock, lo que obligó a Blue a rendirse.
El 10 de marzo, el grupo se hizo conocido oficialmente como The Outcasts. Durante el mes siguiente, continuaron con una racha ganadora contra el talento local mientras los humillaban con su marca distintiva. El 19 de abril, durante la confrontación de Chris Jericho y Adam Cole, Baker intervino para ayudar a su novio solo para que The Outcasts la atacaran por la espalda mientras se escondían debajo del ring.
En Double or Nothing, Storm derrotó a Hayter para ganar su segundo Campeonato Mundial Femenino AEW, que estableció un récord. En el primer episodio de Collision el 17 de junio, Storm y Soho debutaron en una lucha por equipos contra Blue y la campeona femenina de NJPW Strong, Willow Nightingale.  Storm luego retuvo su título contra Nightingale en Forbidden Door.
El 27 de agosto en All In, Saraya derrotó al Dr. Britt Baker, D.M.D., Toni Storm y la campeona Hikaru Shida en una lucha a cuatro bandas para convertirse en la nueva Campeona Mundial Femenina de AEW. Durante el combate, Saraya y Storm inicialmente trabajaron juntas, sin embargo, a medida que avanzaba el combate, los dos comenzaron a discutir. En el crescendo del partido, Saraya usó una lata de aerosol sobre Storm antes de inmovilizarla para ganar. Tras la victoria de Saraya, las tensiones entre Storm y Saraya siguieron creciendo. En All Out, Storm aparentemente se volvió contra The Outcasts cuando impidió que Soho usara pintura en aerosol contra la campeona de AEW TBS, Kris Statlander, en su lucha por el título.  En Grand Slam, Storm no pudo ganarle el Campeonato Mundial Femenino AEW a Saraya.  Saraya pierde el título ante Shida en el episodio del 10 de octubre de Dynamite Title Tuesday, poniendo fin a su reinado a los 44 días. Soho intentó interferir con la pintura en aerosol, pero Storm lo frustró.